# Nordland I
Nordland I – jedenasta płyta szwedzkiego zespołu muzycznego Bathory. Wydana 18 listopada 2002 roku. Jest to pierwsza płyta z serii "Nordland". Planowane były cztery lecz Quorthon zmarł po wydaniu dwóch.

## Lista utworów
1. "Prelude" – 2:34
2. "Nordland" – 9:21
3. "Vinterblot" – 5:18
4. "Dragon's Breath" – 6:45
5. "Ring of Gold" – 5:35
6. "Foreverdark Woods" – 8:06
7. "Broken Sword" – 5:35
8. "Great Hall Awaits a Fallen Brother" – 8:17
9. "Mother Earth Father Thunder" – 5:38
10. "Heimfard" – 2:12

## Twórcy
- Ace "Quorthon Seth" Thomas Forsberg – śpiew, gitara, gitara basowa, perkusja, lutnia[3]
- Kristian Wåhlin - okładka